# Tan See Han
Tan See Han (né en 1910 et mort à une date inconnue) était un joueur de football international indonésien, au poste d'attaquant.

## Biographie
Joueur au club indonésien du Tiong Hoa Surabaja, il est sélectionné par l'entraîneur néerlandais Johannes Christoffel van Mastenbroek pour disputer avec l'équipe des Indes néerlandaises (aujourd'hui l'Indonésie) la coupe du monde 1938, première du genre pour un pays asiatique.